# Frédéric de Romblay
Frédéric Aronio de Romblay (11 de mayo de 1960) es un jinete francés que compitió en la modalidad de concurso completo.
Ganó dos medallas en el Campeonato Europeo de Concurso Completo, plata en 2001 y bronce en 1997.

## Palmarés internacional
| Campeonato Europeo | Campeonato Europeo     | Campeonato Europeo | Campeonato Europeo |
| Año                | Lugar                  | Medalla            | Categoría          |
| ------------------ | ---------------------- | ------------------ | ------------------ |
| 1997               | Burghley (Reino Unido) | Medalla de bronce  | Por equipos        |
| 2001               | Pau (Francia)          | Medalla de plata   | Por equipos        |